# 歸仁晦
归仁晦（815年—876年6月26日），字韬之，吴郡吴人，唐代官员，大中、咸通年间历任楚州刺史、给事中、御史中丞、尚书右丞、吏部侍郎、尚书左丞、礼部尚书、宣武节度使、户部尚书、吏部尚书。

## 生平履历
归仁晦出身于中晚唐东南吴地著名的新兴科举家族——归氏家族，《旧唐书》对其记载很少：”融子仁晦、仁翰、仁憲、仁召、仁澤，皆登進士第。咸通中並至達官。“
根据墓志知其为兵部尚书归融第三子。文宗开成三年（838年）进士及第，释褐弘文馆校书郎。以試秘書校書郎充同州长春宫使判官，后为试大理评事、湖南使府从事，府罢，以书判入等，任京兆府渭南县尉。任满，以大理评事充华州镇国军使判官，于大中初年入朝任监察御史。越国夫人陆氏、归融相继去世，归仁晦居家丁忧守丧，丧期结束，在大中末年歷工部、刑部員外郎，度支中、司封、兵部郎中。因家贫，出为楚州刺史，加御史中丞。入朝任给事中，迁御史中丞，后以疾免。任尚書右丞，吏部侍郎、尚书左丞，禮部尚書，出为宣武军节度使，入朝拜为户部尚书，迁吏部尚书，以乾符三年六月二日于长安親仁里第去世，享年六十有二。

## 家庭

### 六世祖
归奥：赠秘书监

### 五世祖
归乐：赠房州刺史

### 高祖
归待聘：赠秘书监

### 曾祖
归崇敬（720年—799年）字正礼，德宗时期历工部尚书、翰林学士、皇太子侍读，以兵部尚书致仕，赠尚书左仆射、司空
- 归氏：嫁惠陵令吴郡陆待诠，生宣歙观察使陆亘[5]

### 祖父
归登（754年—820年）：宪宗时期历兵部、户部侍郎、工部尚书

### 父亲
归融：开成、会昌年间历任山南西道、剑南东川、山南东道节度使，刑部、兵部尚书。妻子：陆氏，宰相陆贽之女，封越国夫人。

### 妻妾
妻子夔王傅荥阳郑齐之女，妾支氏

### 子女
- 归延矩 [9]
- 归传范，进士[9]
- 归虔范，妻子天水赵氏[10]
  - 归道坚[10]
- 归遵范[9]
- 归保范[9]
- 归承范[9]
- 归彦范[9]
- 归氏，嫁虔州刺史吴郡陆肱[9]
- 归氏，嫁进士庾朴[9]
- 归氏[9]
- 归氏[9]

1. ↑  墓志记载和传世文献不符，归仁晦23当为开成二年。《唐故光禄大夫吏部尚書長洲郡開國公食邑二千戶贈左僕射歸公墓誌銘并序》：年廿三擢第進士，調補弘文館校書郎。
2. 1 2  《唐代墓志汇编》下《监察御史归仁晦故儿母支氏》：唐大中七年六月廿七日，前监察御史归仁晦故儿母支氏卒。予以开成元年纳支氏以备纫针之役，由是育五男二女。二子少女不幸早世。予□以礼娶郑夫人，而支氏以”□乞归养于其父母家，至是囗卒。其次子贻温、贻谋、贻训，以母子之私情，痛所生之□”笃，泣请礼送，以宠其终。以其年七月一日瘗于凤栖原云。
3. 1 2 3  《旧唐书》卷149《归崇敬传》：曾祖奥，以崇敬故，追赠秘书监。祖乐，赠房州刺史。父待聘，亦赠秘书监。
4. ↑  《旧唐书》卷149《归崇敬传》：遷工部尚書，並依前翰林學士，充皇太子侍讀。累表辭，以年老乞骸骨，改兵部尚書致仕。貞元十五年卒，時年八十，廢朝一日，贈左僕射。
5. ↑  《唐故宣歙池等州都团练观察处置等使通议大夫宣州刺史兼御史大夫上柱国赐紫金鱼袋赠礼部尚书陆府君墓志铭并序》：公讳亘，字景山，吴郡人也。十三代祖闳，梁中书侍郎。曾祖元明，皇不仕。祖言远，皇赠国子博士。父待诠，皇惠陵台令，赠工部尚书。尚书娶我（归融）大父兵部尚书（归崇敬）女而生公。
6. ↑  《旧唐书》卷149《归登传》：順宗初，以東朝舊恩，超拜給事中，旋賜金紫，仍錫衫笏焉。遷工部侍郎。與孟簡、劉伯芻、蕭俛受詔同翻譯《大乘本生心地觀經》。又為東宮及諸王侍讀，獻《龍樓箴》以諷。久之，改左散騎常侍。因中謝，憲宗問時所切，登以納諫為對，時論美之。轉兵部侍郎，兼判國子祭酒事，遷工部尚書。元和十五年卒，年六十七，贈太子少保。
7. 1 2  《唐故光禄大夫吏部尚书长洲郡开国公食邑二干户赠左仆射归公（仁晦）墓志铭并序》：烈考赠太师公，讳融，进士及第，历御史……历刑部兵部尚书，拜太子少傅，竟不一持邦柄，惜哉。越国太夫人陆氏，相国贽之女。德茂识高，孝慈天钟。荐绅之家，无不仰以为式。
8. ↑  《唐故光禄大夫吏部尚書長洲郡開國公食邑二千戶贈左僕射歸公墓誌銘并序》：公娶夫人鄭氏，封滎陽郡君，即皇夔王傅齊之女。恪以處婦道，誠以奉嚴禋。閨之內，令聲充塞。
9. 1 2 3 4 5 6 7 8 9 10  《唐故光禄大夫吏部尚書長洲郡開國公食邑二千戶贈左僕射歸公墓誌銘并序》：有子七人，女四人，長曰延矩，先公數歲卒。次曰傅範，以文行，舉進士，擇交慎履，聲華藉甚。次曰虔範，次曰遵範，次曰保範，次曰承範，次曰彥範，皆勵節修詞，篤志嚮方，有後之榮，實表全慶。長女適前進士陸肱，終虔州刺史。次適進士庾朴。下二人未許嫁。
10. 1 2  陕西省考古研究院. . 四川文物. 2011, (第6期): 16-21.